# Teatrul Ariel
Teatrul pentru Copii și Tineret Ariel (în maghiară Ariel Ifjúsági és Gyermekszínház) este un teatru de păpuși înființat în 1949 la Târgu Mureș, care din 2012 funcționează în clădirea fostei case de cultură evreiască, cu două trupe în limbile maghiară și română.

## Istoric
Teatrul de păpuși din Târgu Mureș a fost înființată în 1949 de Endre Révész, Herta Ligeti, Duci Berger, József Zsigmond, Erzsébet Krausz, Pál Antal, Ernő Krón și Zoltán Zsigmond. Teatrul era condus de la înființare până în 1999 de regizorul Pál Antal și funcționa între 1951-2012 în sediul din strada Poștei. Trupa română a fost înființată în 1963. 

## Casa de cultură evreiască
Cele două comunități evreiești (Status Quo Ante și ortodocșii) din Târgu Mureș au căzut în comun acord de a construi o casă de cultură evreiască. Construită în 1928, pe scena din clădire au jucat trupe evreiești din Europa de Est, au fost ținute baluri, citiri, evenimente sportive și întâlniri cu redacția Új Kelet⁠(en)[traduceți] din Cluj. În 1940 a amenajată în clădire un cinematograf care funcționa sub numele de Cinema Corso, în perioada comunistă fiind renumită în Progres și Pitic. Clădirea naționalizată a fost restituită comunității evreiești din Târgu Mureș, care a vândut pentru Consiliul Județean Mureș. Astfel, din 2012, după a renovare amplă, în clădire funcționează Teatrul pentru Copii și Tineret Ariel.